# Riporter

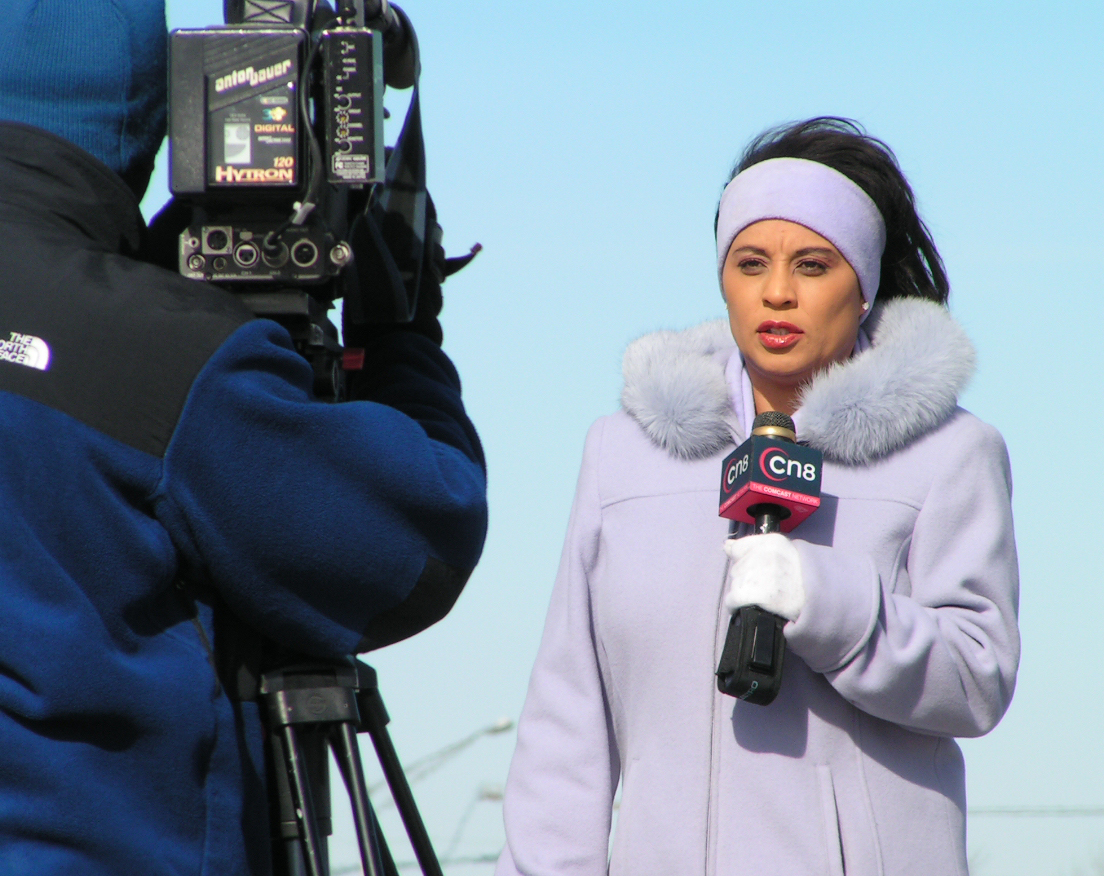
Televízió-riporter munka közben

A riporter (angol: to report, hírt közöl, beszámol, tudósít; ófrancia: reporter, jelent; latin: reportare, visszavisz), más szóval tudósító a megjelölése annak az újságírónak, aki egy eseményről annak helyszínéről számol be.
A riporter aktuális eseményekről számol be főként az igazságszolgáltatás, kultúra, külföldi vagy helyi ügyek, politika, tudomány és sport területéről a sajtónak, rádiónak vagy a televíziónak. A riport rádión vagy televízión sugározva lehet élő közvetítés avagy – gyakran szerkesztetten – felvételről utólag lejátszott. 
A riporterség egy új fajtája az amatőrriporterség, ahol a riporterek csekély fizetség ellenében vagy akár ellenszolgáltatás nélkül végeznek megfigyelést vagy készítenek fényképeket. Külön kategóriát képviselnek a polgári riporterek, akik különböző videómegosztó felületeken osztják meg riportjaikat (ilyen például Dél-Koreában az OhmyNews portál).

## Fordítás
- Ez a szócikk részben vagy egészben  a   Reporter című német Wikipédia-szócikk ezen változatának fordításán alapul.  Az eredeti cikk szerkesztőit annak laptörténete sorolja fel. Ez a jelzés csupán a megfogalmazás eredetét és a szerzői jogokat jelzi, nem szolgál a cikkben szereplő információk forrásmegjelöléseként.